# (89959) 2002 NT7
Asteroidul 2002 NT7 este primul obiect astronomic din apropierea Pământului care a fost cotat cu o valoare pozitivă atât pe Scara Torino cât și pe Scara Palermo a riscului de impact: +0,06. În săptămânile care au urmat după descoperirea sa la 9 iulie 2002 presa a publicat articole alarmante despre posibilitatea și urmările unui asemenea impact, care ar fi urmat să aibă loc la 1 februarie 2019. În cele din urmă traiectoria asteroidului a fost observată cu precizie și probabilitatea de a lovi Pământul a fost re-evaluată ca fiind foarte mică, cu un risc de impact de −0,25 pe scara Palermo. Întrucât traiectoria asteroidului o intersectează pe cea a Pământului, riscul unei coliziuni va continua totuși și după anul 2019, una din datele vehiculate fiind 1 februarie 2060. La 1 august 2002 asteroidul 2002 NT7 a fost scos de pe lista de obiecte cu risc de impact, cel puțin pentru următorii 100 de ani.
Asteroidul are un diametru de circa 2 km, estimat din strălucirea sa pe fotografii. În eventualitatea unei coliziuni cu Pământul viteza de impact ar fi de aproximativ 28 km/s, ceea ce ar putea provoca distrugeri considerabile pe zone de dimensiuni continentale și ar produce schimbări de climă pe întreaga planetă.
Acum este stabilit că la 13 ianuarie 2019, asteroidul va trece la 0,407811 UA de Pământ, adică la o distanță respectabilă care va fi doar cu puțin mai mică decât în 2003, 2012 și 2018, anii precedentelor treceri.
La 30 ianuarie 2020, asteroidul va trece la 0,02718 UA de 2 Pallas.